# 拉替拉韦
拉替拉韦（Raltegravir，缩写：RAL，商品名艾生特）是一种口服抗逆转录病毒药物，临床应用其钾盐形式（拉替拉韦钾）用于治疗艾滋病 。它还可以作为暴露后预防疗法用于预防艾滋病。该药是一种整合酶抑制剂，可阻断病毒复制所需的HIV整合酶的功能。
拉替拉韦于2007年在美国被批准用于医疗用途，该药同时为世界卫生组织基本药物。

## 临床应用

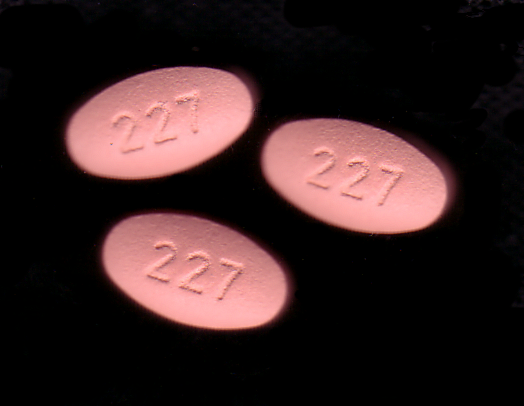
拉替拉韦钾片剂

拉替拉韦最初仅被批准用于对其他抗逆转录病毒药物具有耐药性的患者。2009年7月，FDA批准该药作为一线药物治疗AIDS。与其他HAART药物一样，由于HIV的高度致突变性，该药一般与其他作用机制的抗逆转录病毒药物（如拉米夫定）联合使用以降低HIV的耐药性。
2011年12月，该药被批准用于2-11岁的儿童，11岁以上的青少年则按照成人剂量用药。

### 药效学
在一项联合用药的研究中显示，拉替拉韦在24周和48周时表现出与依法韦仑相似的强效和持久的抗逆转录病毒活性，且能更快地降低血清中的HIV-1水平。在使用该药治疗的过程中，患者血清总胆固醇、低密度脂蛋白胆固醇和甘油三酯水平未有明显变化。

## 副作用
该药常见的副作用包括失眠、疲倦、恶心、高血糖和头痛。严重的副作用可能包括过敏反应（包括史蒂文斯-约翰逊综合征和横纹肌溶解症等）和肝功能异常。 
一项长达48周的试验显示，在接受过治疗的HIV-1患者中，该药和其他抗逆转录病毒药物联合使用时耐受性良好。 

## 作用机制
该药是一种整合酶抑制剂，可阻断病毒复制所需的HIV整合酶的功能。药物在体内通过葡萄糖醛酸化代谢掉。 

## 历史
2007年10月，拉替拉韦成为世界上第一种获批上市的整合酶抑制剂。该药由默沙东开发。

## 研究
研究表明，拉替拉韦显着改变了HIV的病毒动力学。在临床试验中，服用拉替拉韦钾的患者比服用非核苷类逆转录酶抑制剂或蛋白酶抑制剂的患者能更快地达到低于每毫升50个拷贝的病毒载量。这种病毒载量减少的统计学显着差异导致一些HIV研究人员开始质疑长期以来关于HIV病毒动力学和衰减的范式。
对人巨细胞病毒终止酶蛋白的研究表明，拉替拉韦可能会阻止疱疹病毒的复制。
2013年1月，默沙东启动了一项II期试验，以评估拉替拉韦在治疗多发性硬化症（MS）中的疗效。该药物对人内源性逆转录病毒（HERV）和EB病毒具有活性，这已在复发缓解型MS的发病机制中得到证实。